# 엄마는 외출중
"엄마는 외출중"은 1987년에 개봉한 대한민국의 영화이다.

## 캐스팅
- 서호경 : 민욱 역
- 오혜림 : 지애 역
- 서용성 : 용 역
- 백일섭 : 호 역
- 정진 : 황 코치 역
- 김상순 : 박가 역
- 이미례 : 고모 역
- 길달호 : 운전수 역
- 하석우 : 친구 역
- 김미정 : 여인 역
- 신진주 : 아가씨 역